# Мурзино (Московская область)
Мурзино — деревня в Ступинском районе Московской области в составе Городского поселения Жилёво (до 2006 года — входила в Новоселковский сельский округ). На 2016 год в Мурзино 1 улица — Заповедная и 1 садовое товарищество. Впервые в исторических документах селение упоминается в 1577 году.

## Население
| 2002 | 2006 | 2010 |
| ---- | ---- | ---- |
| 4    | ↘0   | ↗6   |

Мурзино расположено в центральной части района, у истока реки Лубянка, правого притока реки Каширка, высота центра деревни над уровнем моря — 174 м. Ближайший населённый пункт — Забелино — около 0,6 км на северо-восток.